# Ейвін Генріксен
Ейвін Генріксен (14 вересня 1990 , Осло ) — норвезький легкоатлет, що спеціалізується на метанні молота, срібний призер Олімпійських ігор 2020 року.

## Кар'єра
| Рік                  | Змагання                       | Місце проведення        | Місце                | Дисципліна           | Результат            | Примітки             |
| Представник Норвегія | Представник Норвегія           | Представник Норвегія    | Представник Норвегія | Представник Норвегія | Представник Норвегія | Представник Норвегія |
| -------------------- | ------------------------------ | ----------------------- | -------------------- | -------------------- | -------------------- | -------------------- |
| 2007                 | Чемпіонат світу серед юнаків   | Острава, Чехія          | 9                    | метання молота       | 71.10 м              |                      |
| 2007                 | Чемпіонат Європи серед юніорів | Генгело, Нідерланди     | 22 (кв.)             | метання молота       | 61.48 м              |                      |
| 2008                 | Чемпіонат світу серед юніорів  | Бидгощ, Польща          | —                    | метання молота       | NM                   |                      |
| 2009                 | Чемпіонат Європи серед юніорів | Новий Сад, Сербія       | 4                    | метання молота       | 76.65 м              |                      |
| 2010                 | Чемпіонат Європи               | Барселона, Іспанія      | 22 (кв.)             | метання молота       | 69.98 м              |                      |
| 2011                 | Чемпіонат Європи серед молоді  | Острава, Чехія          | 12                   | метання молота       | 69.89 м              |                      |
| 2011                 | Чемпіонат світу                | Тегу, Південна Корея    | 24 (кв.)             | метання молота       | 71.27 м              |                      |
| 2012                 | Чемпіонат Європи               | Гельсінкі, Фінляндія    | 14 (кв.)             | метання молота       | 72.54 м              |                      |
| 2012                 | Олімпійські ігри               | Лондон, Велика Британія | 13 (кв.)             | метання молота       | 74.62 м              |                      |
| 2014                 | Чемпіонат Європи               | Цюрих, Швейцарія        | 17 (кв.)             | метання молота       | 72.31 м              |                      |
| 2015                 | Універсіада                    | Кванджу, Південна Корея | 6                    | метання молота       | 71.47 м              |                      |
| 2016                 | Чемпіонат Європи               | Амстердам, Нідерланди   | 16 (кв.)             | метання молота       | 71.93 м              |                      |
| 2018                 | Чемпіонат Європи               | Берлін, Німеччина       | 5                    | метання молота       | 76.86 м              | NR                   |
| 2019                 | Чемпіонат світу                | Доха, Катар             | 6                    | метання молота       | 77.38 м              |                      |
| 2021                 | Олімпійські ігри               | Токіо, Японія           | 2                    | метання молота       | 81.58 м              | NR                   |
| 2022                 | Чемпіонат світу                | Юджин, США              | 3                    | метання молота       | 80.87 м              |                      |
| 2022                 | Чемпіонат Європи               | Мюнхен, Німеччина       | 3                    | метання молота       | 79.45 м              |                      |